# Парада победе у Москви 2010.
Парада победе у Москви 2010. године одржана је 9. маја у спомен 65 година од победе над Нацистичком Немачком у Великом Отаџбинском рату 1945. године.
Ово је била навјећа одржана војна парада у Москви од распада Совјетског Савеза. У паради је учествовало 11.135 војника, 127 летелица и хеликоптера. На паради је било присутно преко 3.000 војних ветерана. На паради су по први пут учествовале војне јединице земаља савезника Совјетског Савеза у Другом светском рату, из Француске, Пољске, Уједињеног Краљевства, Сједињених Америчких Држава и држава чланица Заједнице Независних Држава.

## Гости
Паради победе присуствовали су следећи достојанственици:
- Илхам Алијев – председник Азербејџана
- Георги Прванов – председник Бугарске
- Нгујен Мин Тријет – председник Вијетнама
- Томас Хендрик Илвес – председник Естоније
- Шимон Перес – председник Израела
- Серж Саргсјан – председник Јерменије
- Нурсултан Назарбајев – председник Казахстана
- Ху Ђинтао – председник Кине
- Валдис Затлерс – председник Летоније
- Ђорге Иванов – председник Македоније
- Цахијагијн Елбегдорж – председник Монголије
- Ангела Меркел – канцелар Немачке
- Броњислав Коморовски – в.д. председника Пољске
- Иван Гашпарович – председник Словачке
- Данило Тирк – председник Словеније
- Борис Тадић – председник Србије
- Емомали Рахмон – председник Таџикистана
- Курбанкули Бердимухамедов – председник Туркменистана
- Иво Јосиповић – председник Хрватске
- Филип Вујановић – председник Црне Горе
- Вацлав Клаус – председник Чешке
- Турбјорн Јагланд – генерални секретар Савета Европе[3]
- Сергеј Багапш – председник Абхазије[4]
- Едуард Кокојти – председник Јужне Осетије[5]

Тадашњи председник Молдавије, Михај Гимпу, испрва је прихватио позив руског председника Димитрија Медведева на параду, али је касније отказао посету речима: „Немам односе са Москвом. Само ће победници присуствовати, шта ће тамо поражени?“. Неки сматрају да се Гимпу предомислио, јер тако настоји побољшати односе са Румунијом која није била позвана на параду, јер је већим делом Другог светског рата била савезник Немачке. Николас Саркози и Силвио Берлускони су такође били прихватили позив, али су 8. маја отказали долазак због финансијске кризе која је тада захватила Европуску Унију. Велику Британију и Сједињене Америчке Државе су на паради представљали њихови амбасадори у Русији.
Белоруски председник, Александар Лукашенко, и украјински Виктор Јанукович учествовали су на парадама организованима у главним градовима својих држава.

## Ток параде
Парада победе службено је започела у 10:00 сати по московском времену, звоњавом на Спаситељевој кули у Московском кремљу. Након тога су Црвеним тргом продефилисали официри који су пронели заставу Русије и Заставу победе. Након тога су заповедник Московске војне области, Валериј Герасимов (заповедник параде), и руски министар одбране, Анатолиј Сердјуков, заједно обишли и поздравили војне јединице. У 10:14 сати, Серџуков је обзнанио врховном заповеднику и председнику Медведеву готовост јединица.
Након тога је Медведев одржао говор у којем је истакао да је „нацизам уништен пре 65 година. Европи је враћен мир. Стало се на крај идеологији која је претила самим темељима цивилизације“. Такође је истакао велики допирнос Совјетског Савеза у рату, који је поднео највећи удар нацистичке војне силе, а која је на Источном фронту ангажовала ¾ својих војних јединица.
Након завршетка говора и слушања химне Русије, Црвеним тргом кренули су учесници параде, праћени лименом музиком. Тргом је током параде промарширало 10.500 руских војника и око 1.000 војника из земаља чланица ЗНД-а, Пољске, Велике Британије, Француске и САД. Након марша уследила је процесија 161 руског војног возила и лет 127 летелица и хеликоптера који су у ваздугу формирали број „65“.
Након тога је уследио део параде историјских војних јединица и возила из доба Великог отаџбинског рата. Затим су марширале јединице из Азербејџана, Белорусије, Јерменије, Казахстана, Киргистана, Молдавије, Таџикистана и Украјине. Сваку од чланица ЗНД-а представљало је око 70 војника. После чланица ЗНД-а усдледио је марш почасне гарде Пољске армије, 71 војник Британске армије, 76 војника Армије САД и 68 војника Француске армије. После иностраних јединица уследило је 68 војника из Туркменистана, које је предводио заповедник јашући на коњу, потомку коња маршала Георгија Жукова на којем је овај јахао на Паради победе 1945. године.
Крај параде је обележио пролазак и музика војних оркестара из САД, Велике Британије и Француске и наполсетку војног оркестра Војске Руске Федерације.

## Техника на паради
Од копнених возила Војске Русије, учествовали су историјски Т-34, ГАЗ-67 и СУ-100. После њих, следила су савремена војна возила ГАЗ-2795, БПМ-97, БТР-80, БМП-3, Т-90, 2С19 Мста, ракетни систем Бук, ТОС-1, БМ-30 Смерч, С-400 Тријумф, Панцир-С1, Искандер-М и Топољ-М.
У паради је учествовало двадесет ваздухопловних скупина из Руске армије, међу којима и ваздухоплови Иљушин Ил-76, Иљушин Ил-78, Антонов Ан-124, Сухој Су-27, Иљушин Ил-80, Беријев А-50, Тупољев Ту-22M, Сухој Су-25, Микојан МиГ-29, Микојан МиГ-31, Тупољев Ту-95 и Тупољев Ту-160. По први пут су јавно представљени млажњак Јаковљев Јак-130 и хеликоптер Мил Ми-26.

## Галерија
- Почасна гарда маршира са заставом Русије и Заставом Победе
- Председник Дмитриј Медведев држи говор
- Ветерани Великог отаџбинског рата
- Војници Војске Русије
- Јединица Војске Азербејџана
- Јединица јерменске војске
- Јединица из пољске војске
- Велшка стража из британске војске
- Јединица из Војске Сједињених Држава
- Јединица из туркменске војске
- Војна возила на Црвеном тргу
- С-400 на паради
- Летелице Руских ваздушних снага
- Руски авиони изнад Црвеног трга
- Застава Русије у изведби авиона Су-25
- Небо над Московским Кремљем
- Државници полажу венце на Гроб незнаног јунака
- Ватромет изнад Московског Кремља увече 9. маја